# 張舉 (建文解元)
張舉，字元直，一字伯起，廣東番禺縣人，明朝解元、政治人物。

## 生平
張舉少有文名。建文元年（1399年）中式己卯科廣東鄉試第一名舉人。任廣西全州儒學學正。歷官福建汀州府儒學教授。以學行徵授戶科給事中。乞歸卒，因家貧，依靠官府和親友借資方得下葬。